# لويس أندريه بون
لويس أندريه بون (بالفرنسية: Louis André Bon)‏ هو عسكري فرنسي، ولد في 25 أكتوبر 1758 في رومان سور ديزير في فرنسا، وتوفي في 19 مايو 1799 في عكا في فلسطين.